# Richard Rogers (sonoplasta)
Richard Rogers é um sonoplasta estadunidense. Venceu o Oscar de melhor mixagem de som na edição de 1987 por Platoon, ao lado de John Wilkinson, Charles Grenzbach e Simon Kaye.